# Rejon trubczewski
Rejon trubczewski (ros. Трубчевский район) – jednostka administracyjna wchodząca w skład Obwodu briańskiego w Rosji.
Centrum administracyjnym rejonu jest miasto Trubczewsk, a najważniejszą jego rzeką jest Desna. W granicach rejonu usytuowane są miejscowości: Biełaja Bieriozka (centrum administracyjne osiedla miejskiego) oraz centra administracyjne wiejskich osiedli: Gorodcy, Sielec, Siemiaczki, Tielec, Usoch, Jurowo.